# Абади (замък)
Замъкът Абади (на фр. Château d'Abbadie) се намира в департамента Пирене Атлантик във Франция. Построен е в неоготически стил между 1860 и 1870 г. от Антоан Томсон д'Абади, астроном, антрополог и лингвист, член на Френската академия на науките. Състои се от 3 части – астрономическа обсерватория и библиотека, параклис и жилищна част.
Днес замъкът е собственост на Френската академия на науките, на която е завещан от Антоан д`Абади през 1895 г. с изричното условие обсерваторията да бъде управлявана от духовно лице.